# Wigi-ilbal pungnyeonbilla
Wigi-ilbal pungnyeonbilla (위기일발 풍년빌라?), noto anche con i titoli internazionali Golden House e Harvest Villa, è un drama coreano del 2010.

## Trama
Ok Bok-gyu è un giovane ingenuo e di buon cuore, il cui padre è morto in circostanze estremamente misteriose; quest'ultimo aveva stabilito nel suo testamento che – raggiunti i trent'anni di età – Bok-gyu avrebbe ricevuto in eredità un'ingente quantità di oro, tuttavia ha tenuto all'oscuro il ragazzo. Nel frattempo, alcune persone venute a conoscenza del "segreto" iniziano a perlustrare il condominio in cui vive il ragazzo, credendo che l'oro sia nascosto nell'edificio. Si avvicina infine a Bok-gyu l'avvenente Yoon Seo-rin, ragazza fredda e calcolatrice che – insieme all'amica e collega Madam Hong – intende sposare il giovane per poi ucciderlo e acquisire l'eredità.
Bok-gyu si innamora realmente di Seo-rin e la sposa, ma con il passare del tempo anche lei inizia a ricredersi sul proprio piano, tanto da arrivare a salvarlo da Madam Hong e dal vero mandante dell'intera operazione, l'avido avvocato Kim Sang-chul, che viene infine arrestato. Seo-rin si rimette invece in contatto con Bok-gyu, che avendola già perdonata è pronto a iniziare un nuovo capitolo della propria vita con lei.